# Lente gravitazionale

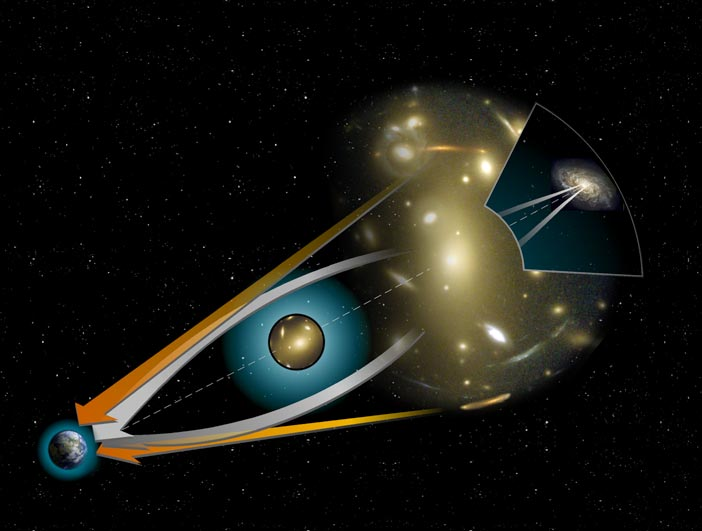
La deviazione della luce di una galassia distante intorno a un oggetto massivo.
Le frecce arancioni indicano la posizione apparente della galassia distante. Le frecce bianche il reale percorso della luce

In astronomia, una lente gravitazionale è una distribuzione di materia, come una galassia o un buco nero, in grado di curvare la traiettoria della luce in transito, in modo analogo a una lente ottica.
Le lenti gravitazionali sono previste dalla teoria della relatività generale, secondo la quale la traiettoria della radiazione elettromagnetica, come la luce, è determinata dalla curvatura dello spazio-tempo prodotta dai corpi celesti. Le prime evidenze sperimentali di tale effetto furono raccolte nel 1919 osservando durante un'eclissi totale la deflessione dei raggi luminosi delle stelle prodotta dal Sole, da allora un grande numero di lenti gravitazionali è stato scoperto grazie agli sviluppi tecnologici della strumentazione astronomica.
L'effetto di una lente gravitazionale è la deformazione apparente dell'immagine dei corpi celesti la cui luce emessa si trovi a passare nei pressi delle masse che producono la curvatura dello spazio-tempo. Può accadere che la deviazione dei raggi faccia apparire la loro sorgente spostata rispetto alla sua posizione reale. Per gli stessi motivi, possono verificarsi distorsioni più o meno nette dell'immagine della sorgente per effetto di una lente gravitazionale, come l'anello di Einstein.
Le lenti gravitazionali possono agire anche su scala galattica o su ammassi di galassie e sono stati rilevati anche effetti di lente gravitazionale attribuibili alla materia oscura presente nell'universo.

## Origine teorica e prime osservazioni

Simulazione di una lente gravitazionale: la luce emessa da una galassia sullo sfondo viene distorta quando un buco nero si frappone in primo piano.

Nel 1913 Albert Einstein, nel contenuto di una breve pagina indirizzata a George Hale, ipotizza la possibilità di provare l'incurvamento della radiazione elettromagnetica all'attraversare i campi gravitazionali esaminando la luce proveniente dalle stelle fisse apparentemente site in prossimità del Sole. Ma in tale scritto la quantità calcolata per l'angolazione dei raggi luminosi risulta di soli 0,84" (secondi d'arco); successivamente questa misura proposta venne rettificata, dal medesimo autore, con una quantità equivalente a poco più del suo doppio: ossia in 1,75", cifra convalidata dalla rilevazione astronomica realizzata dopo circa sei anni dall'invio della lettera sopra ricordata. In essa (tracciato da Einstein) si nota lo stilizzato bozzetto ove la linea d'una radiazione, iniziata nel punto sinistro dello schema, si piega vicino al bordo d'una circonferenza, il disco solare, e continua così appena declinata verso il punto opposto. Probabilmente è il primo diagramma esposto a terzi che illustri il fenomeno qui trattato.

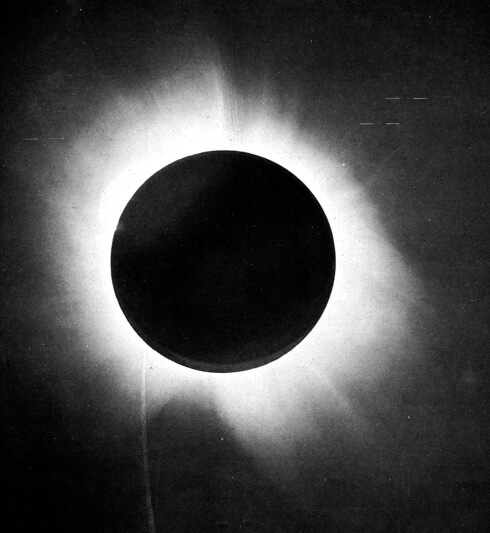
Una delle fotografie di Eddington dell'eclissi solare totale del 29 maggio 1919, presentata nel 1920 nell'articolo a conferma della teoria della relatività generale.

La prima osservazione della deflessione dei raggi luminosi consistette nel misurare semplicemente la variazione della posizione delle stelle per effetto della curvatura dello spazio-tempo attorno al Sole. Il 29 maggio 1919, durante un'eclissi di Sole, il gruppo guidato da Arthur Eddington e Frank Watson Dyson osservò che la luce delle stelle nei pressi del disco solare era leggermente deviata, dato che le stelle apparivano in posizioni spostate rispetto al caso in cui erano osservate usualmente, in accordo con la teoria di Einstein. L'eclissi permise quindi di osservare chiaramente lo spostamento delle stelle, che altrimenti sarebbe stato impossibile da rilevare vista la luminosità intensa del Sole stesso.
Il risultato dell'esperimento fu annunciato il 6 novembre del 1919 a Londra dinanzi alla Royal Society e alla Royal Astronomical Society, riunite nella conferenza stampa per l'eccezionalità dell'evento che sanciva la superiorità della teoria relatività generale rispetto alla meccanica classica. La notizia fu presto diffusa dai giornali di tutto il mondo. Infatti, sebbene la teoria corpuscolare della luce, insieme con la legge di gravitazione universale di Newton, prevedessero una deviazione dei raggi luminosi, questa era solo la metà rispetto a quella prevista da Einstein e osservata da Arthur Eddington e Frank Watson Dyson.

## Il microlensing
Le microlenti gravitazionali sono un fenomeno astronomico che si origina da sorgenti di lenti gravitazionali che hanno masse minori di quelle delle stelle e delle galassie, come ad esempio i pianeti gassosi. Le microlenti gravitazionali producono solo una variazione della luminosità apparente di un corpo celeste nello sfondo, ma permettono di rilevare la presenza di corpi celesti anche di piccole dimensioni che non emettono luce o altra radiazione elettromagnetica.

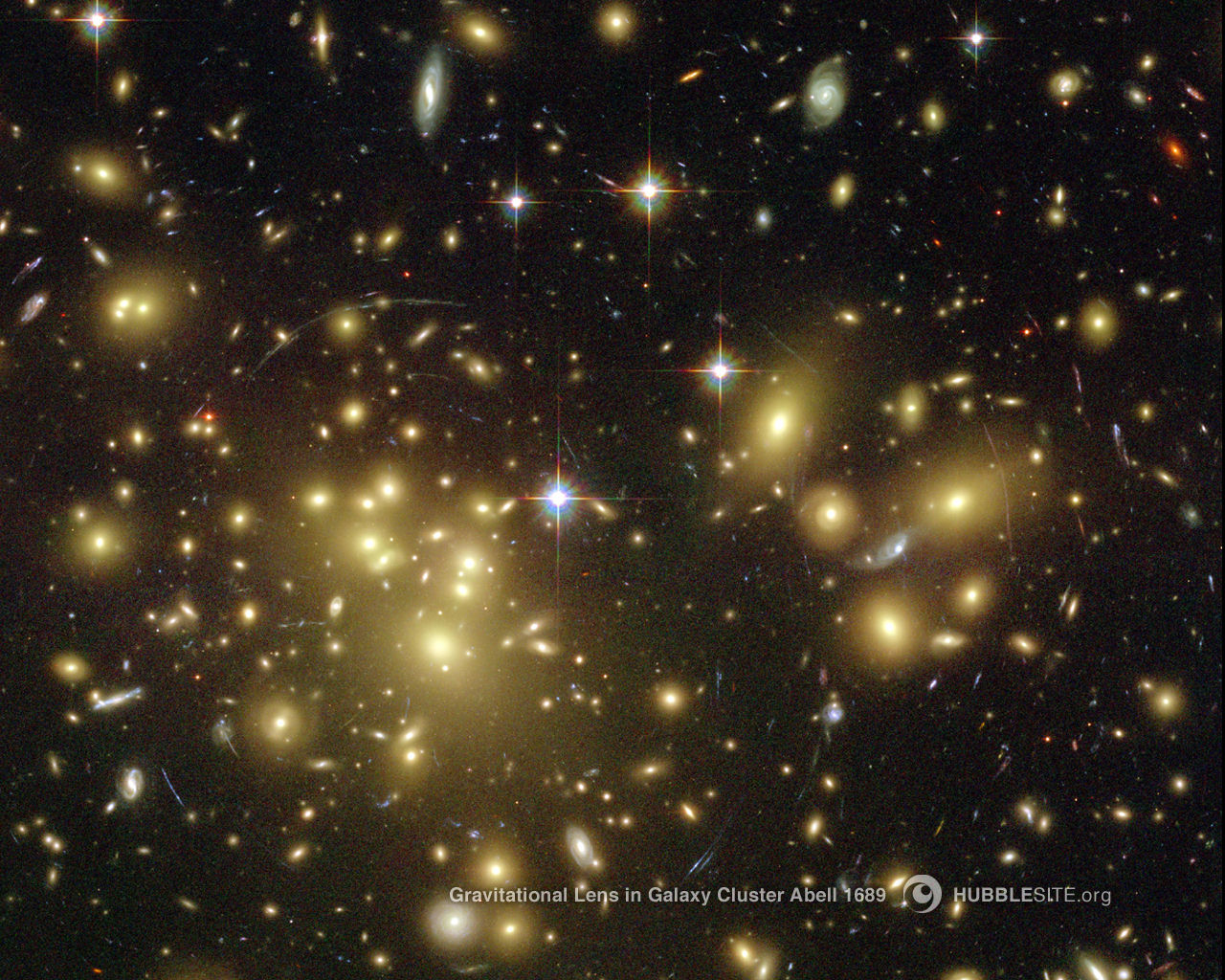
Lenti gravitazionali nell'ammasso di galassie Abell 1689; gli effetti della lente sono dei sottili archi luminosi visibili solo quando si ingrandisce questa immagine.

## Anello di Einstein
L'anello di Einstein è tra i fenomeni più spettacolari prodotti dalle lenti gravitazionali. Si verifica quando la sorgente luminosa ed il corpo celeste che funge da lente gravitazionale risultano posti sulla stessa linea di vista rispetto all'osservatore: in questo caso, in conseguenza della simmetria circolare della configurazione ottica si osservano non delle immagini multiple della sorgente ma un anello luminoso centrato sulla posizione in cielo della lente gravitazionale. Un completo anello si verifica se la fonte primaria di radiazione è abbastanza compatta da apparire, rispetto al corpo che flette i suoi raggi, come un punto luminoso e altrettanto compatta dev'essere la forma della lente, affinché il fascio di radiazione infine ottenuto sia il più regolare possibile. In genere è difficile che tali configurazioni si concretizzino e dunque nella gran maggioranza dei casi più che veri e propri anelli appaiono degli archi o striature luminose incurvate.

## Ulteriori conferme
Le previsioni relativistiche furono sottoposte alla prova sperimentale quando l'innovazione tecnologica, negli anni trenta, permise l'impiego di antenne telescopiche capaci di captare le onde-radio degli emittenti celesti che ciclicamente si eclissano dietro il Sole.
Dal 1937, per merito di Grote Reber, furono disponibili i prototipi dei radiotelescopi. Furono da allora effettuati esperimenti specifici che comprendevano anche lo studio di onde emesse appositamente da sonde (quali le Viking) e quelle riflesse dai pianeti passanti vicino al bordo solare, come la ricerca proposta da I.Shapiro nel 1964 (misurante anche i ritardi del ricevimento dei segnali dovuti alle loro curve nel campo gravitazionale) nei cui diagrammi riepilogativi, come quello relativo all'eco radar di Venere(nel diagramma cartesiano l'ordinata indica il ritardo in microsecondi e l'ascissa il tempo in giorni) appare un esaustivo accordo con i conti predittivi relativistici.
Un'ulteriore conferma della teoria fu ottenuta nel 1979. Si scoprì l'esistenza infatti di due quasar molto vicini tra loro e sorprendentemente simili per luminosità e spettro. In un primo momento venne avanzata l'ipotesi che si trattasse di un quasar binario, considerata la frequente osservazione in precedenza di oggetti astronomici doppi, come le stelle binarie. Tuttavia dall'esame del suo spettro luminoso si notò che la luce proveniente dal supposto quasar binario, nonostante attraversasse una nube di gas e polveri, presentava immagini praticamente identiche. Questa osservazione sarebbe possibile soltanto se l'agglomerato gassoso attraversato dalla radiazione luminosa fosse perfettamente omogeneo in ogni punto. Si giunse dunque alla conclusione che si trattava di due immagini dello stesso quasar: fu la prima osservazione diretta dello sdoppiamento dell'immagine di un oggetto astronomico provocata da un campo gravitazionale.
Si tratta del quasar doppio (classificato come QSO 0957+561 A/B), composto da due immagini distanti sei arcosecondi. L'osservazione iniziò nel 1979 da parte del gruppo di astronomi condotto da D. Walsh, R.F. Carswell e R. J. Weyman. Successivamente, nel 1981, fu ottenuta la conferma definitiva dell'effetto lente gravitazionale con l'individuazione della galassia lente YGKOW G1, che in precedenza restava invisibile per la minore risoluzione ottica della strumentazione. La fattibilità di questa direzione di ricerca era stata rilanciata nel 1937 dal noto astronomo Fritz Zwicky, che allora preannunciò l'importanza delle galassie quali efficienti motori gravitazionali in grado di curvare, in modo rilevante, lo spazio-tempo.
Uno degli ulteriori eventi, confermanti tale effetto ma riguardante altra categoria di corpo celeste, si è verificato nel 1996 con MACHO-96-BLG-5.

## Usi specifici delle lenti gravitazionali

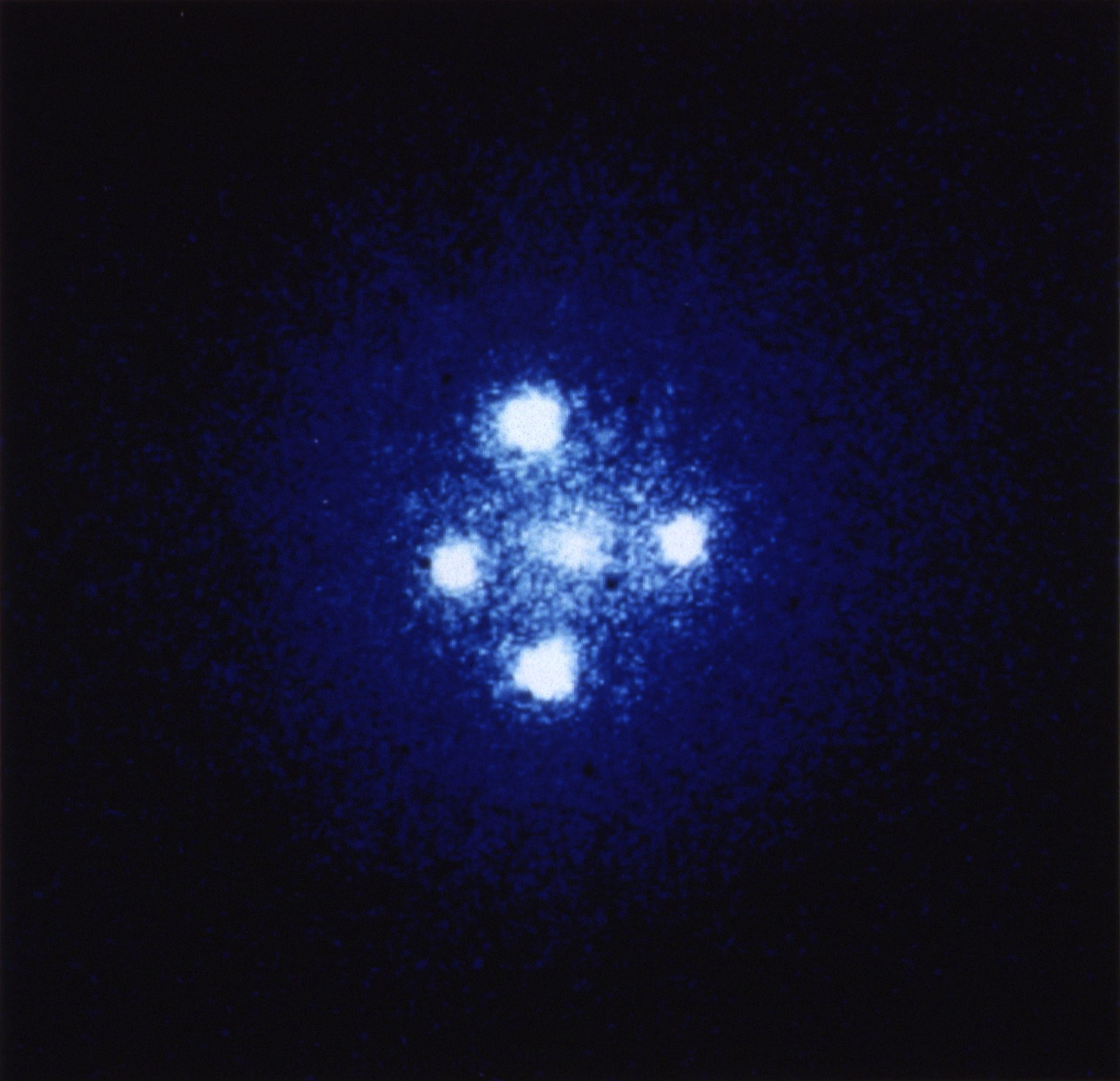
La croce di Einstein.

Si sfrutta questo fenomeno per studiare le zone più remote dell'universo o per individuare corpi astronomici meno evidenti (ottica gravitazionale) come le proprietà di stelle e quasar più lontane o altri oggetti più piccoli o occultati da materia cosmica gassosa.
Tramite l'osservazione del fenomeno si può misurare con più accuratezza la distanza di un oggetto. Sapendo che le doppie immagini che ci raggiungono percorrono lunghezze differenti è possibile, valutando il ritardo con cui appare una loro eventuale variazione di luminosità, ricavare una stima della lontananza dell'oggetto emittente (qualora esso abbia una temporale e costante variabilità intrinseca dipendente dalla sua natura e dinamica fisica, già conosciuta dall'osservatore in oggetti analoghi o simili).
Tal metodo fu in buona parte applicato per migliorare e affinare il fattore calcolato per la costante di Hubble e quindi il ritmo d'espansione globale dell'universo; nonché per comprendere la distribuzione complessiva della densità d'energia (radiante, cinetica, massa dei corpi solidi) nelle regioni cosmiche prossime al nostro orizzonte degli eventi.
Se le variazioni radiative osservate avvengono con le modalità specifiche dei modelli relativi a campioni di riferimento (variabili Cefeidi, supernove di classe Ia, rotazioni galattiche per relazione Tully-Fisher, stelle super giganti rosse...), conoscendo forma e concentrazione che provoca la curvatura del campo gravitazionale si può dedurre empiricamente (mediante spettroscopia) la proprietà originaria delle radiazioni emesse, dunque individuando anche la velocità di allontanamento dei corpi osservati rispetto al punto di controllo terrestre.
Fra i principali enormi ammassi galattici con qualità di potenti lenti se ne scrutano due in particolare: catalogati come Abell-2218 e l'altro Abell-1689, le cui distanze stimate rispetto a noi risultano di circa 3 miliardi di anni-luce per l'uno e 2.2 miliardi di anni-luce per l'altro. In quest'ultimo caso, valutando dinamica e intensità della luce deflessa, la maggior parte della sua materia è considerata oscura (ossia invisibile ai nostri apparati recettivi e a quelli artificiali) e periferica, quindi principalmente non-barionica. Le immagini degli oggetti astronomici ad essi retrostanti e che rendono percepibili a noi risalgono ad oltre 10 miliardi di anni fa (in tempo-luce).